# Der Hauptmann von Kastilien
Der Hauptmann von Kastilien (Originaltitel: Captain from Castile) ist ein US-amerikanischer Abenteuerfilm von Henry King aus dem Jahr 1947. Als literarische Vorlage diente ein Roman von Samuel Shellabarger.

## Handlung
Spanien im Jahr 1518: Der junge Adlige Pedro De Vargas hilft einem Sklaven auf der Flucht vor dessen Herrn, dem grausamen Diego De Silva, bei dem es sich um einen der Anführer der Inquisition und gleichzeitig um Pedros Rivalen um die Gunst der schönen Luisa De Carvajal handelt. Aus Rache lässt De Silva Pedros Familie als Ketzer einkerkern. Pedros junge Schwester setzt er der Folter aus, was diese nicht überlebt.
Nachdem Pedro seine Eltern aus dem Verlies befreit hat, gelingt ihm mit Hilfe seines Freundes Juan Garcia und dem temperamentvollen Bauernmädchen Catana Perez die Flucht aus Spanien. Zusammen mit Juan und Catana schließt sich Pedro den Truppen von Hernando Cortez an, der in der Neuen Welt nach Gold suchen will. In Mexiko angekommen, erweist sich Pedro bei der Eroberung des Aztekenreichs als mutiger Kämpfer. Cortez zeigt sich dankbar und ernennt Pedro zum Hauptmann. Unterdessen kommen sich Pedro und Catana näher.
Als auch Diego De Silva als Gesandter des spanischen Königs in Mexiko eintrifft und in der darauffolgenden Nacht ermordet wird, fällt der Verdacht umgehend auf Pedro, der schließlich zum Tode verurteilt wird. Kurz vor der Exekution gesteht De Silvas ehemaliger Sklave, ein Azteke, dass er den Mord begangen hat. Noch ehe Pedro befreit wird, versucht Catana ihn mit einem Messer zu töten, um ihm den entwürdigenden Tod am Galgen zu ersparen. Pedro kann sich von der Verletzung jedoch erholen.

## Hintergrund
Gedreht wurde unter anderem an Originalschauplätzen in den mexikanischen Städten Acapulco, Guadalajara und Uruapan, wo der aktive Vulkan Paricutín die Dreharbeiten verzögerte und damit die Produktionskosten des Films auf 4,5 Millionen Dollar ansteigen ließ.
Der Hauptmann von Kastilien wurde am 25. Dezember 1947 in den Vereinigten Staaten uraufgeführt und kam am 20. Februar 1951 in einer um 55 Minuten gekürzten Fassung auch in die deutschen Kinos. 1986 wurde der Film von der ARD in einer längeren und neu synchronisierten Fassung im deutschen Fernsehen ausgestrahlt.

## Kritiken
Variety fand seinerzeit, dass der Film den „enormen Schwung“ der Romanvorlage eingefangen und ihr „ein Augenschmaus an Technicolor“ beschert habe. Tyrone Power sei „selten vorteilhafter in Szene gesetzt“ und Cesar Romero habe „ein mitreißend männliches Porträt von Cortez“ abgeliefert. Für das Lexikon des internationalen Films war Der Hauptmann von Kastilien „[e]in solide inszenierter Abenteuerfilm, prunkvoll ausgestattet nach den Vorstellungen Hollywoods“. Hervorzuheben seien die „guten schauspielerischen Leistungen“, denen jedoch „ein arg verkitschtes Geschichts- und Gesellschaftsbild gegenüber[steht], das vor allem in der Glorfizierung von Cortez, dem pseudoreligiösen Dekor und der Indio-Romantik unangenehm auffällt“.
Die Filmzeitschrift Cinema lobte den „[g]randiose[n] Soundtrack von Alfred Newman“ und bezeichnete den Film als „Hollywood-Pomp alter Schule“. Das Fazit war: „Klassisches Kino, das die Sinne betört.“ Leonard Maltin hob die „herrlichen“ Aufnahmen der Originalschauplätze hervor und meinte, dass „Alfred Newmans majestätische Filmmusik“ zu „Hollywoods allerbesten“ zähle.

## Auszeichnungen
Bei der Oscarverleihung 1948 war der Film in der Kategorie Beste Filmmusik für den Oscar nominiert. Komponist Alfred Newman musste sich letztlich Miklós Rózsa und dessen Musik für Ein Doppelleben geschlagen geben.

## Deutsche Fassungen
Eine erste deutsche Synchronfassung entstand 1950 in München. Im Jahr 1982 wurde im Auftrag der ARD eine Neusynchronisation vom Studio Hamburg realisiert. Die Synchronregie hatte dabei Henry Kielmann inne. Das Dialogbuch schrieb Marion von Keller.
| Rolle                   | Darsteller     | Synchronsprecher 1950  | Synchronsprecher 1982 |
| ----------------------- | -------------- | ---------------------- | --------------------- |
| Pedro De Vargas         | Tyrone Power   | Curt Ackermann         | Horst Stark           |
| Catana Perez            | Jean Peters    | Eleonore Noelle        | Astrid Kollex         |
| Hernando Cortez         | Cesar Romero   | Peter Pasetti          | Günter König          |
| Juan Garcia             | Lee J. Cobb    | Hans Hinrich           | Horst Niendorf        |
| Diego De Silva          | John Sutton    | Ernst Fritz Fürbringer | Hans Sievers          |
| Don Francisco De Vargas | Antonio Moreno | Walter Holten          | Rolf Mamero           |
| Vater Bartolome Romero  | Thomas Gomez   | Werner Lieven          | Helmut Ahner          |
| Prof. Botello           | Alan Mowbray   | Bum Krüger             | Günther Jerschke      |
| Marquis De Carvajal     | George Zucco   |                        | Wolfgang Kieling      |
| Capt. Alvarado          | Roy Roberts    |                        | Claus Wilcke          |
| Corio                   | Marc Lawrence  | Anton Reimer           | Peter Lakenmacher     |